# Карстенсен, Маргит
Маргит Карстенсен (нем. Margit Carstensen; 29 февраля 1940, Киль — 1 июня 2023, Хайде, Шлезвиг-Гольштейн) — немецкая актриса театра и кино. Известна в первую очередь по исполнению ролей в фильмах Райнера Вернера Фасбиндера.

## Биография
Детство и юность провела в Киле. В 1958 году поступила в Гамбургскую высшую школу музыки и театра. С 1965 года — в гамбургском театре Deutsches Schauspielhaus, позднее — в Theater am Goetheplatz.
Во время работы в последнем знакомится с Фасбиндером, под руководством которого играет в спектаклях (Das Kaffeehaus, Bremer Freiheit, Die bitteren Tränen der Petra von Kant) и снимается в кино. За киноверсию пьесы «Горькие слёзы Петры фон Кант» в 1973 году получила «Золотую киноленту» и звание лучшей актрисы года по мнению немецких критиков. Впоследствии Карстенсен сыграла главные роли в нескольких фильмах Фасбиндера, в том числе «Марта», «Страх перед страхом» и «Китайская рулетка». Её последней совместной работой с режиссёром стал телесериал по роману Альфреда Дёблина «Берлин, Александерплац» в 1980 году.
После смерти Фасбиндера снималась у режиссёров младшего поколения Кристофа Шлингензифа (100 Jahre Adolf — Die letzten Stunden im Führerbunker, Die 120 Tage von Bottrop), Ромуальда Кармакара (Manila) и Оскара Рёлера (Agnes und seine Brüder). Она не оставляет театральную карьеру. В 2010 году её можно было увидеть на сцене в Бохуме (Der elfte Gesang) и Берлине (Schmeiß Dein Ego weg!).
Умерла 1 июня 2023 года в возрасте 83 лет в Хайде, земля Шлезвиг-Гольштейн.

## Избранная фильмография
- 1970 — Das Kaffeehaus — Виттория
- 1970 — Поездка в Никласхаузен — Магарета
- 1972 — Горькие слёзы Петры фон Кант — Петра фон Кант
- 1972 — Бременская свобода — Геше Готфрид
- 1972/1973 — Восемь часов ещё не день — домохозяйка
- 1973 — Нежность волков — фрау Линднер
- 1973 — Мир на проводе — Майя Шмидт-Гентнер
- 1974 — Марта — Марта Саломон
- 1974 — Нора Хельмер — Нора Хелмер
- 1975 — Вознесение матушки Кюстерс — Марианна Тальман
- 1975 — Страх перед страхом — Маргот
- 1976 — Сатанинское зелье — Одри
- 1976 — Китайская рулетка — Ариана Христ
- 1977 — Женщины в Нью-Йорке — Сильвия Фаулер
- 1979 — Третье поколение — Петра Вильхабер
- 1981 — Берлин, Александерплац — Тера / секретарша
- 1981 — Одержимость — Маргит Глюкмейстер
- 1989 — 100 Jahre Adolf Hitler — Die letzte Stunde im Führerbunker — Марта Геббельс
- 1991 — Деррик — фрау Хаузер
- 1999 — Солнечная аллея — директриса
- 2004 — «Агнес и её братья» — Рокси
- 2016 — Место преступления (сериал) — Maргарет